# Ђорђе Караклајић
Ђорђе Караклајић (Ужице, 24. март 1912 — Београд, 3. април 1986) био је српски композитор, диригент, аранжер, музички уредник Радио Београда.

## Биографија
Рођен је 1912. године у Ужицу. Дечачке и гимназијске дане Ђорђе је провео у родном граду. По завршеној гимназији, дошао је у Београд на студије права, али му музика и виолина и даље нису давале мира. Ускоро постаје члан студентског џез-оркестра Џоли бојс (Jolly Boys). Године 1933. отварају му се врата Радио Београда. Постаје повремени, хонорарни виолиниста у Народном оркестру Властимира Павловића Царевца.
Сарадња са овим бардом наше народне музике, као и са другим врсним музичарима и радио-певачима, за Ђорђа је била веома драгоцена. Убрзо долази бурна 1941. година и одлазак у ратно заробљеништво, где проводи пуне четири године по логорима широм Немачке. Имао је среће да ту упозна професора Предрага Милошевића, истакнутог композитора и диригента, који му је и у тим тешким временима помогао да прошири и обогати своје музичко знање.
После ослобођења 1945. године, долази у Радио-Београд и запошљава се у Редакцији народне музике. Временом постаје и њен уредник, а упоредо почиње и његов стваралачки рад — композиторски, диригентски и етномузиколошки. Оснива велики народни оркестар Радио-Београда и групу певача, те постаје и њихов први диригент. Окупио је ненадмашну, "златну" генерацију радио-певача, којој су припадали: Даница Обренић, Душица Стефановић, Анђелија Милић, Радмила Димић, Вуле Јевтић и други. Вредно и предано сакупља народне и градске песме, као и кола, уметнички их обрађује, снима их за радио-програме и нашу дискографију и штампа их у бројним зборницима и збиркама. Компоновање музике за многе позоришне представе, за филмове и телевизију, за значајне фестивале и смотре, као и његов ангажовани рад у Удружењу и Савезу композитора — део су његове свакодневне активности. Пред крај радног века са младалачком енергијом и ентузијазмом оформио је врсну женску групу "Шумадија" са којом је радио и наступао и као пензионер, све до смрти, која га је задесила 1986. године у Београду.